# Glendhu Bay
Glendhu Bay est un petit village situé sur les berges du lac Wanaka dans la région d’Otago, dans l’Île du Sud de la Nouvelle-Zélande.

## Installation
La baie possède un camp pour le camping et est à courte distance en voiture de l’Ouest de la ville de Wanaka, sur le chemin du champ de ski de domaine de Treble Cone (en) et du parc national du mont Aspiring.